# Hermann Klenner

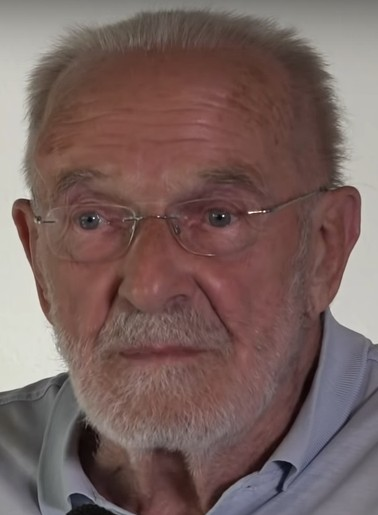
Hermann Klenner, Mai 2018

Hermann Klenner (* 5. Januar 1926 in Erbach) ist ein deutscher Jurist und Rechtsphilosoph. Er war in Ost-Berlin nach Professuren an der Humboldt-Universität zu Berlin (HU) sowie der Hochschule für Ökonomie Berlin zuletzt am Zentralinstitut für Philosophie der Akademie der Wissenschaften der DDR tätig und wurde, auch angesichts seiner Konflikte mit der Führung der SED während der Ära Ulbricht, zu einem international beachteten Verfechter marxistisch-leninistischer Rechtsauffassung. Von 1984 bis 1986 leitete er die Delegation der DDR bei der UN-Menschenrechtskommission in Genf. Von 1970 bis 1989 war er inoffizieller Mitarbeiter (IM) des Ministeriums für Staatssicherheit.

## Leben und Karriere
Aufgewachsen ist Klenner im schlesischen Adelsbach und in Breslau, wo er 1944 das Abitur ablegte. Seit 1936 war er Mitglied der Hitlerjugend (HJ), er beantragte am 14. Februar 1944 die Aufnahme in die NSDAP und wurde zum 20. April desselben Jahres aufgenommen (Mitgliedsnummer 9.756.141). Anschließend wurde er zum Kriegsdienst einberufen. Seit Oktober 1944 Soldat der Wehrmacht, als Gefreiter einer Granatwerfer-Kompanie verwundet, wurde er im September 1945 als Kriegsgefangener von der Roten Armee aus einem Lazarett in Halle (Saale) entlassen. Bis 1946 arbeitete er als Bauarbeiter im Buna-Werk. Er trat zunächst der SPD bei und wurde nach der Zwangsvereinigung von SPD und KPD 1946 Mitglied der SED. Klenner studierte 1946 bis 1949 an der Rechts- und Staatswissenschaftlichen Fakultät der Martin-Luther-Universität Halle-Wittenberg (MLU) in Halle (Saale). Nach dem Staatsexamen war Klenner Wissenschaftlicher Aspirant an der juristischen Fakultät der Universität Leipzig.
Mit Wirkung vom 1. September 1951 beauftragte die Juristische Fakultät der Humboldt-Universität zu Berlin (HUB) Klenner mit einer Dozentur für die Fächer Theorie des Staats und des Rechts und Geschichte sowie Geschichte der Rechtsphilosophie. 1952 wurde er dort zum Doktor der Rechte (Dr. jur.) promoviert.
Von 1953 bis 1954 war er als Dozent und stellvertretender Direktor des Instituts für Theorie des Staates und des Rechts tätig, wo er 1956 den Ruf zum Professor mit Lehrauftrag erhielt und zugleich Prodekan der Juristischen Fakultät der Humboldt-Universität wurde.
Als SED-Mitglied in leitender Funktion verfasste Klenner einen schriftlichen Beitrag zum 40. Jahrestag der Oktoberrevolution, der aufgrund teils historisch-kritischer Betrachtungen das Missfallen der politischen Führung erregte. Obwohl er daraufhin von einer misslungenen Rede sprach und das „Schädliche und Falsche“ gegenüber der Staatsführung einräumte, führte der Vorfall zum Verlust seiner Professur und zeitweisem Publikationsverbot. Nach einer Kritik durch Walter Ulbricht auf der Babelsberger Konferenz im Jahr 1958 wurde Klenner bis 1960 Bürgermeister von Letschin im Oderbruch.
Von 1960 bis 1967 wirkte Klenner als Professor am Institut für Wirtschafts- und Internationales Wirtschaftsrecht an der Hochschule für Ökonomie in Karlshorst. Dort habilitierte er sich 1964. Von 1967 bis 1969 war er Leiter der Arbeitsstelle für Rechtswissenschaft an der Akademie der Wissenschaften der DDR (AdW) und wurde in das Komitee zum Schutze der Menschenrechte aufgenommen. Nach einem Lehrbuchentwurf wurde er nach staatsanwaltlichem Vorwurf von der Staatsführung als „rückfälliger Revisionist“ eingestuft und seine Arbeitsstelle 1969 geschlossen.
Von 1969 bis 1991 war er wissenschaftlicher Mitarbeiter am Zentralinstitut für Philosophie der AdW. Er wurde zu einem international bekannten Verfechter marxistisch-leninistischer Rechtsgeschichte, Rechtsphilosophie und Rechtsauffassung. Von 1970 bis Ende 1989 arbeitete Klenner als Inoffizieller Mitarbeiter (IM) „Klee“ für das Ministerium für Staatssicherheit (MfS), in dessen Auftrag er unter anderem den bundesdeutschen Innenminister Werner Maihofer ausforschte und ein Gutachten für den Prozess gegen den Dissidenten Rudolf Bahro lieferte. Laut Bahros Weggefährten und Biograph Guntolf Herzberg spielte dieses Gutachten allerdings keine Rolle im Strafprozess. Klenner verfasste Bücher und Aufsätze und wurde später mit dem Nationalpreis der DDR ausgezeichnet, zudem erhielt er die Hegel-Medaille und die Pufendorf-Medaille. Im Jahr 1978 wurde er Korrespondierendes und 1987 Ordentliches Mitglied der Akademie der Wissenschaften der DDR, 1984 bis 1986 vertrat er die DDR als Leiter ihrer Delegation bei der UN-Menschenrechtskommission in Genf. Nachdem sich Klenner, inzwischen einer der drei Vorsitzenden, dort antizionistisch geäußert hatte, verlas der Vertreter Israels dessen NSDAP-Mitgliedsnummer und bemerkte, Klenner sei wohl besonders zu Stellungnahmen in jüdischen Angelegenheiten berufen. Die New York Post kommentierte: „Die Ostdeutschen haben es zu ihrer regulären Praxis gemacht, anderen vorzuwerfen, ehemalige Nazis unterzubringen. Dass sie selbst in den UN von einem Ex-Nazi repräsentiert werden, sei ein interessanter Kommentar über kommunistischen Zynismus.“ Unter dem Druck westlicher Länder zog die DDR Klenner aus Genf zurück.
In der Endphase der DDR wählten die Mitglieder der AdW den vermeintlich Oppositionellen zum Vorsitzenden ihres Runden Tischs. Klenners Wirken an dieser Stelle war mit dem MfS abgesprochen, dem er zuvor schriftlich geraten hatte, es müsse „die Bedingungen absichern, unter denen der Umwälzungsprozeß in einer Richtung erfolgen kann, wie es unserer marxistisch-leninistischen Konzeption entspricht“.
1991 wurde er emeritiert. Vom September 1990 bis 1993 war er Honorarprofessor an der Juristischen Fakultät der Humboldt-Universität zu Berlin.
In seinem wissenschaftlichen Wirken thematisiert Klenner insbesondere das Verhältnis von Macht und Recht und den Wert des Rechts in seiner Normativität. Die Vereinigung Demokratischer Juristinnen und Juristen würdigte ihn für seine „ideologiekritische Rechtswissenschaft“, „die Recht nicht lediglich als Ausdruck der Macht und Reflex von Interessen versteht, sondern auch als Maß von Macht und Machtausübung“. Eine wesentliche Aussage von ihm ist: „Auch wenn die Politische Ökonomie nicht in Gerechtigkeitsbegriffen aufgelöst und die existentiellen Fragen der Menschheit nicht einfach ins Gewissen des einzelnen Menschen abgeschoben werden dürfen – ein die Selbstbestimmung des Individuums garantierender, die Machtausübung in der Gesellschaft limitierender Rechtsmechanismus bleibt unabdingbar. Sein Absterben zu prognostizieren heißt seine Bedeutung zu marginalisieren. Der harte Kern aber noch jeder Macht ist die Gewalt. Ist diese nicht plebiszitär domestiziert, und dies heißt auch: legalisiert, dann büßt das Volk die Verbrechen der Herrschenden. Wie zum Menschsein des Einzelnen seine geistig-moralische Kontrollinstanz, sei es Glauben oder sei es Vernunft, jedenfalls sein Gewissen gehört, so gehört zum Menschlichsein oder -werden der Gesellschaft eine Legitimierungsinstanz für das gewesene und kommende Verhalten der Machthaber.“ Sein wesentlicher Beitrag liegt in einer marxistischen Analyse der Rechtsphilosophie und ihrer Geschichte, insbesondere der englischen Aufklärung von Francis Bacon bis Mary Wollstonecraft und William Godwin und der deutschen Aufklärung von Gottfried Wilhelm Leibniz über Georg Wilhelm Friedrich Hegel und Eduard Gans bis Karl Marx. Ein besonderer Schwerpunkt waren Denker mit einem jüdischen Hintergrund wie Eduard Gans, Heinrich Heine und Heinrich Bernhard Oppenheim.
Klenner ist Mitglied der Internationalen Vereinigung für Rechts- und Sozialphilosophie (IVR), gehörte von 1967 bis 1987 deren Präsidium an und ist heute Ehrenmitglied des Präsidiums. Er ist Mitglied der Partei Die Linke und saß bis 2022 in deren Ältestenrat. Klenner ist seit 1993 Gründungsmitglied der Leibniz-Sozietät der Wissenschaften zu Berlin. Seit 2021 ist Klenner Mitglied der Kommunistischen Plattform in der Partei Die Linke.

## Kritik
In den 1970er Jahren kritisierten westdeutsche Linke Klenners theoretisch-opportunistischen Umgang mit dem Recht, so seine Verzeichnung des juristischen Positivismus, die einen Rechtsnihilismus befördere. Wilhelm Raimund Beyer, Philosoph und Rechtsprofessor an der Humboldt-Universität Ost-Berlin, kritisierte Klenner für die „Unperson-Erklärung“, die dieser vornahm, nachdem Beyer in der DDR in Ungnade gefallen war und im Zuge der Peter Ruben/Camilla-Warnke-Affäre seinen Lehrauftrag niedergelegt hatte und aus der DDR-Akademie der Wissenschaften sowie aus der DKP ausgetreten war.
Im wiedervereinigten Deutschland erfuhr Klenner als „einer der langjährigen rechtsphilosophischen Chefideologen der DDR“ (Bernd Rüthers) Ehrungen, wie 1991 der Auftritt als Festredner der IVR und 1996/98 die Herausgabe einer Festschrift durch Werner Maihofer und Gerhard Sprenger.
Im Jahr 2005 erhielt Klenner den „Menschenrechtspreis“ des Vereins Gesellschaft zum Schutz von Bürgerrecht und Menschenwürde e. V., die vom Berliner Verfassungsschutz beobachtet wurde und 2007 als Plattform für Personen galt, „die nach 1990 ihre Ämter oder Reputation als Angehörige der DDR-Funktionselite oder als Künstler, Wissenschaftler oder Juristen verloren haben“. Für sein Verhältnis zur DDR-Staatsführung wurde Klenner wiederholt kritisiert. André Gursky sieht in Klenner ein exponiertes Beispiel dafür, wie das Ministerium für Staatssicherheit Rechtsphilosophie und Rechtspolitik im innerdeutschen Verhältnis zu beeinflussen versuchte. Felix Hanschmann bezeichnet Klenners Lebensweg als „beispielhaft für die Repressionen, denen Rechtstheoretiker in realsozialistischen Staaten ausgesetzt waren“.

## Auszeichnungen
- Pufendorf-Medaille
- 1982: Hegel-Medaille der Akademie der Wissenschaften der DDR[21]
- 1988: Nationalpreis der DDR III. Klasse
- 1998: Hans-Litten-Preis der VDJ[22]
- 2005 „Menschenrechtspreis“ des Vereins Gesellschaft zum Schutz von Bürgerrecht und Menschenwürde
- 2013 Daniel-Ernst-Jablonski-Medaille der Leibniz-Sozietät der Wissenschaften zu Berlin

## Veröffentlichungen (Auswahl)
Hermann Klenners wissenschaftlicher Nachlass liegt als Vorlass im Archiv der Berlin-Brandenburgischen Akademie der Wissenschaften in Berlin. Die persönliche Sammlung seiner Schriften hat Klenner im September 2021 der Bibliothek der Rosa-Luxemburg-Stiftung übergeben.
- Hermann und Annelies Klenner: Plädoyer für eine materialistische Rechtstheorie. In: Johann J. Hagen, Peter Römer, Wolfgang Seiffert (Hrsg.): Rechtswissenschaft und Arbeiterbewegung. Festschrift für Eduard Rabofsky. Pahl-Rugenstein Verlag, Köln 1976, ISBN 3-7609-0254-5, S. 27–44.
- Marxismus und Menschenrechte. Studien zur Rechtsphilosophie, Akademie Verlag, Berlin 1982.
- Vom Recht der Natur zur Natur des Rechts. Akademie Verlag, Berlin 1984.
- Deutsche Rechtsphilosophie im 19. Jahrhundert. Essays. Akademie Verlag, Berlin 1991.
- Kants Entwurf „Zum ewigen Frieden“ – Illusion oder Utopie? In: Zur Idee einer globalen Friedensordnung. Beiträge – im Anschluß an Immanuel Kants Entwurf „Zum ewigen Frieden“. Hrsg. von der Dresdener Studiengemeinschaft Sicherheitspolitik (DSS) e. V.: DSS-Arbeitspapiere, Dresden 1997, Heft 31, S. 3–16.
- Die Europäische Union als demokratisch, rechts- und sozialstaatlich verfaßte Friedensordnung? Hrsg. von der Dresdener Studiengemeinschaft Sicherheitspolitik (DSS) e. V.: DSS-Arbeitspapiere, Dresden 1998, Heft 41, S. 3–17.
- Das wohlverstandene Interesse. Rechts- und Staatsphilosophie in der englischen Aufklärung. Dinter, Köln 1998.
- Die Emanzipation des Bürgers. Studien zur Rechtsphilosophie und zur Aufklärung, Köln 1998.
- Ethnische Minderheiten im Völkerrecht. Anhang. In: Völkerrecht und Rechtsbewußtsein für eine globale Friedensordnung. Beiträge vom 4. Dresdner Symposium „Für eine globale Friedensordnung“ am 20. November 1999. Hrsg. von der Dresdener Studiengemeinschaft Sicherheitspolitik (DSS) e. V.: DSS-Arbeitspapiere, Dresden 2000, Heft 52, S. 83–87. urn:nbn:de:bsz:14-qucosa2-340176
- „American Values“ statt International Law? In: Analysieren und Denken für Frieden und Menschenrechte. Ernst Woit zum 70. Geburtstag. Hrsg. von der Dresdener Studiengemeinschaft Sicherheitspolitik (DSS) e. V.: DSS-Arbeitspapiere, Dresden 2002, Heft 62, S. 53–60.
- Die Geschichtlichkeit des Rechts. Klassisches Rechtsdenken in Deutschland. Dinter, Köln 2003.
- Recht und Unrecht. Transkript Verlag, Bielefeld 2004.
- Historisierende Rechtsphilosophie. Freiburg 2009.
- Historisierende Rechtsphilosophie. Haufe-Lexware, Freiburg 2009.
- Kritik am Recht. Aktualisierende Rechtsphilosophie. Dietz-Verlag, Berlin 2015.
- Recht, Rechtsstaat und Gerechtigkeit. Köln 2016.

als Herausgeber
- John Locke: Bürgerliche Gesellschaft und Staatsgewalt [1660–1697], Leipzig 1980, Westberlin 1986
- Wilhelm von Humboldt: Individuum und Staatsgewalt [1789–1793], Leipzig 1985.
- Gerrard Winstanley: Gleichheit im Reich der Freiheit [1649–1652], Leipzig 1986, Frankfurt 1988.
- John Milton: Zur Verteidigung der Freiheit, [1644–16601]. Leipzig 1987.
- Immanuel Kant: Rechtslehre. Schriften zur Rechtsphilosophie [1784–1798], Berlin 1988.
- Baruch de Spinoza: Politischer Traktat [1677], Leipzig 1988.
- Edmund Burke, Friedrich Gentz: Über die Französische Revolution [1790–1793], Berlin 1991.
- James Harrington: Oceana [1665], Leipzig 1991.
- Rudolf von Ihering: Der Kampf ums Recht [1872], Freiburg 1992.
- Rechtsphilosophie bei Rotteck-Welcker. Texte aus dem Staats-Lexikon 1834–1847. Freiburg/Berlin 1994.
- Wilhelm von Humboldt: Menschenbildung und Staatsverfassung [1791–1819], Freiburg 1994.
- Thomas Hobbes: Leviathan. Aus dem Englischen übertragen von Jutta Schlösser. Mit einer Einführung. Meiner, Hamburg 1996, 2005.
- Mary Wollstonecraft: Verteidigung der Menschenrechte [1790], Freiburg 1996.
- William Godwin: Politische Gerechtigkeit [1793], Freiburg 2004.
- Arthur Baumgarten: Grundzüge der juristischen Methodenlehre [1939], Freiburg 2005.
- Francis Bacon: Über die Würde und die Förderung der Wissenschaft [1605/1623], Freiburg 2006.